# Lorenzo (Nebraska)
Lorenzo – jednostka osadnicza w Stanach Zjednoczonych, w stanie Nebraska, w hrabstwie Cheyenne.